# Саммервілл (Пенсільванія)
Саммервілл (англ. Summerville) — місто (англ. borough) в США, в окрузі Джефферсон штату Пенсільванія. Населення — 504 особи (2020).

## Географія
Саммервілл розташований за координатами 41°6′59″ пн. ш. 79°11′18″ зх. д. / 41.11639° пн. ш. 79.18833° зх. д. (41.116394, -79.188271).  За даними Бюро перепису населення США в 2010 році місто мало площу 1,61 км², з яких 1,54 км² — суходіл та 0,06 км² — водойми.

## Демографія
Згідно з переписом 2010 року, у селищі мешкало 528 осіб у 223 домогосподарствах у складі 150 родин. Густота населення становила 329 осіб/км².  Було 257 помешкань (160/км²).
Расовий склад населення:
| - 98,7 % — білих - 0,4 % — корінних американців |

До двох чи більше рас належало 0,9 %. Частка іспаномовних становила 0,2 % від усіх жителів.
За віковим діапазоном населення розподілялося таким чином: 21,2 % — особи молодші 18 років, 62,3 % — особи у віці 18—64 років, 16,5 % — особи у віці 65 років та старші. Медіана віку мешканця становила 42,8 року. На 100 осіб жіночої статі у селищі припадало 107,1 чоловіків;  на 100 жінок у віці від 18 років та старших — 101,0 чоловіків також старших 18 років.
Середній дохід на одне домашнє господарство  становив 50 566 доларів США (медіана — 42 917), а середній дохід на одну сім'ю — 57 601 долар (медіана — 48 214). Медіана доходів становила 31 500 доларів для чоловіків та 28 438 доларів для жінок. За межею бідності перебувало 15,5 % осіб, у тому числі 28,1 % дітей у віці до 18 років та 5,1 % осіб у віці 65 років та старших.
Цивільне працевлаштоване населення становило 230 осіб. Основні галузі зайнятості: виробництво — 24,3 %, освіта, охорона здоров'я та соціальна допомога — 23,5 %, роздрібна торгівля — 8,7 %, транспорт — 8,3 %.